# Стэнфилд, Джон
Достопочтенный Джон Стэнфилд (англ. John Stanfield; 18 мая 1868, Шарлоттаун, Остров Принца Эдуарда — 22 января 1934, Труро (Новая Шотландия), Канада) — канадский политик, общественный деятель, предприниматель.

## Биография
Вместе с семьёй в детстве переехал в Труро (Новая Шотландия). В 1896 году вместе со своим братом Фрэнком после смерти отца, стал управлять фабриками по производству одежды; в 1906 году текстильная компания была зарегистрирована как Stanfield’s Limited. Компания производила «неусадочное» нательное бельё, разработанное в 1898 году, ставшее популярным среди золотоискателей на Юконе. Stanfield’s Limited значительно расширилась и стала одним из крупнейших производителей шерстяных изделий в Канаде.
Консерватор. С 1907 по 1917 год — федеральный депутат от Новой Шотландии Парламента Канады. Сенатор.
С января 1911 по январь 1917 года Д. Стэнфилд был главным парламентским организатором.
Во время Первой мировой войны в звании лейтенанта командовал стрелковым батальоном.
Его племянник — Роберт Стэнфилд, 7-й премьер-министр Новой Шотландии и лидер Прогрессивной консервативной партии Канады.